# Зелепукин, Пётр Александрович
Пётр Александрович Зелепукин (1903, Аткарский уезд, Саратовская губерния — 2008, Саратов) — советский государственный и партийный деятель, директор Саратовской высшей партийной школы (1957—1962), участник Великой Отечественной войны.

## Биография
Пётр Александрович Зелепукин родился в 1903 году в Пригородной Слободе Аткарского уезда в крестьянской семье.
- 1923 год — 1929 год — учёба на экономическом факультете Саратовского государственного университета.
- 1924 год — 1925 год — заведующий избой-читальней в Пригородной Слободе.
- 1928 год — принят в члены ВКП(б).
- 1929 год — 1933 год — преподаватель политэкономии в ряде саратовских вузов.
- 1933 год — 1941 год — сотрудник политотдела Рязано-Уральской железной дороги.
- 1941 год — 1942 год — в политотделе 336 стрелковой дивизии 5-й армии Западного фронта. Участник боев под Москвой, был ранен.
- С 1942 года — слушатель высших курсов усовершенствования политсостава РККА.
- 1942 год — 1945 год — старший инструктор Главного политического управления РККА, заместитель начальника политотдела 12-го корпуса ПВО Юго-Западного фронта, затем 7-го корпуса Юго-Западного округа. Демобилизован в звании подполковника.
- С 1946 года — на партийной работе в Саратове.
- 1946 год — 1948 год — заместитель заведующего организационно-инструкторского отдела.
- 1948 год — 1949 год — заведующий отделом партийных, профсоюзных и комсомольских органов.
- 1949 год — 1950 год — заведующий административным отделом.
- 1950 год — 1952 год — заведующий отделом пропаганды и агитации Саратовского обкома КПСС.
- 1952 год — 1954 год — заведующий отделом пропаганды и агитации Саратовского горкома КПСС.
- 1954 год — 1957 год — заведующий заведующий отделом науки и культуры Саратовского обкома КПСС.
- 1957 год — 1962 год — директор Саратовской высшей партийной школы.
- 1962 год — 1968 год — заведующий Саратовским учебно-консультационным пунктом заочной Высшей партийной школы при ЦК КПСС.

Умер в городе Саратове в 2008 году.

## Награды
- Орден Отечественной войны I степени (06.04.1985)[3]
- Орден Красной Звезды (24.06.1944)[4]
- Медаль «За боевые заслуги» (06.07.1942)[5]
- Медаль «За оборону Москвы» (19.07.1945)[6]

## Комментарии
1. ↑  Пригородная Слобода располагалась в непосредственной близости от южной стороны Аткарска[1]; с 1980-х годов - микрорайон Пригород города Аткарск[2].